# Casey Wilson

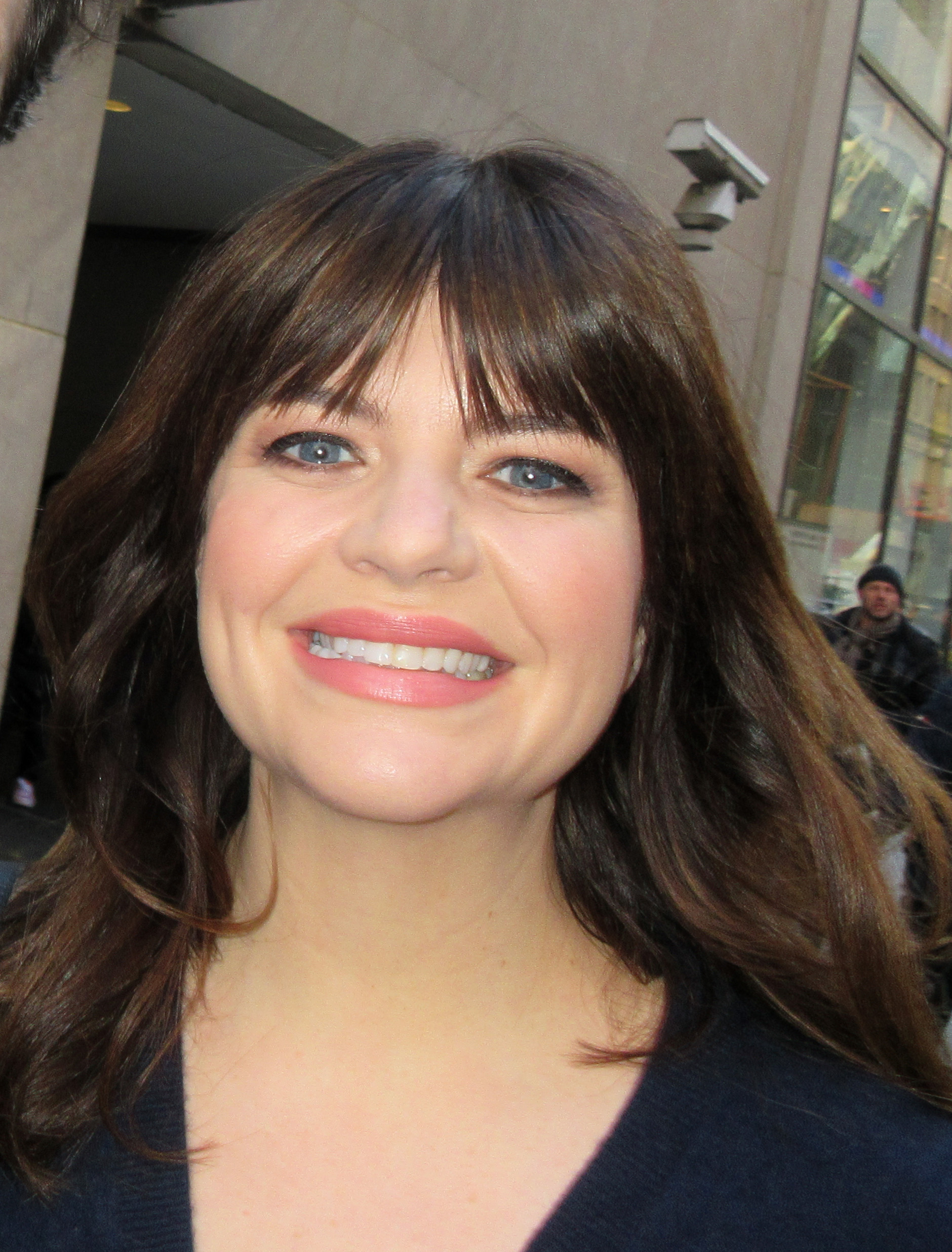
Casey Wilson (2019)

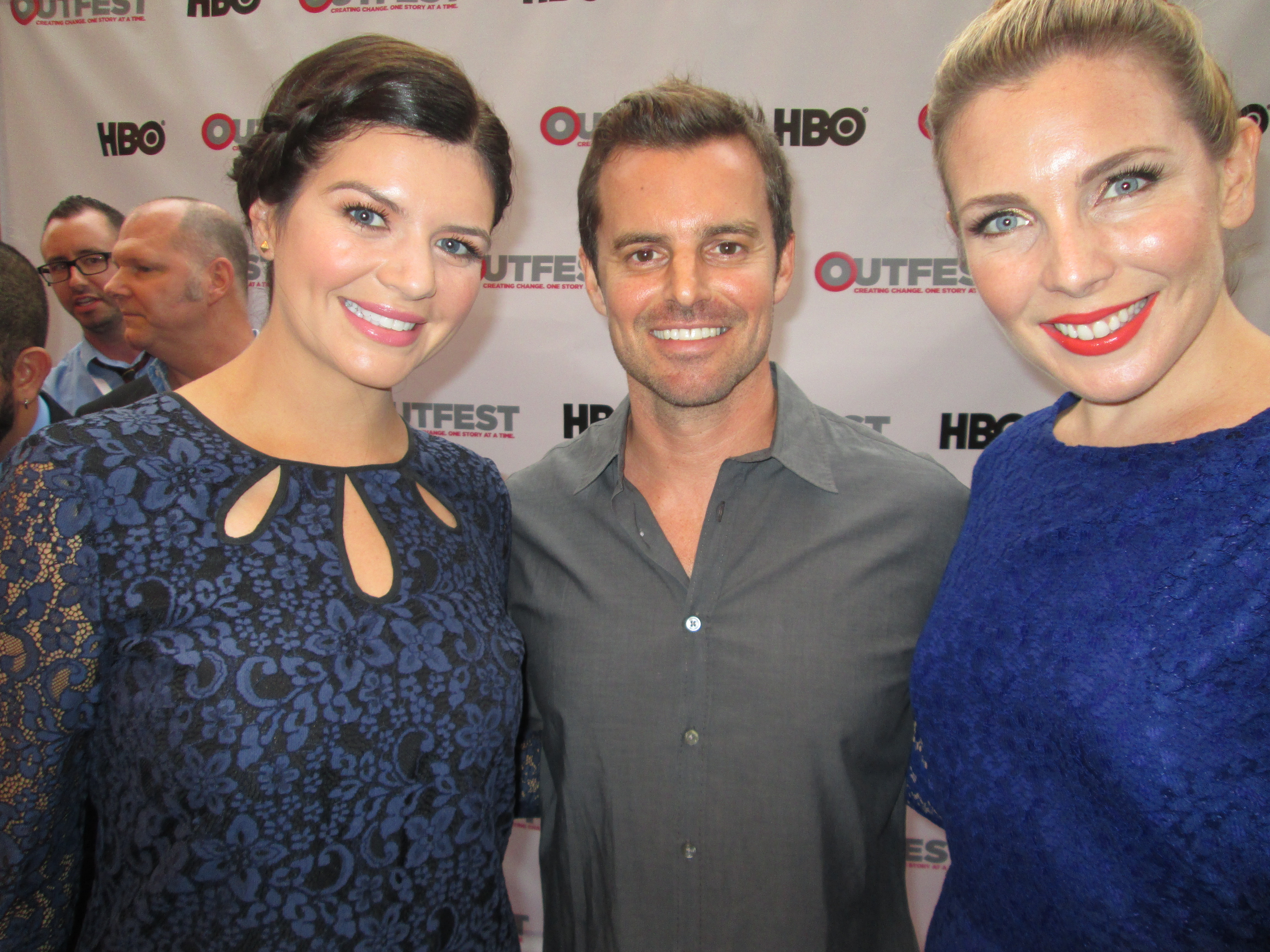
Casey Wilson 2013 mit Regisseur Chris Nelson und Drehbuchpartnerin June Diane Raphael bei der Premiere von Ass Backwards

Cathryn Rose „Casey“ Wilson (* 24. Oktober 1980 in Alexandria, Virginia) ist eine US-amerikanische Schauspielerin und Drehbuchautorin.

## Leben
Cathryn Rose Wilson wurde als Tochter von Kathleen Anne Higdon Wilson, einer Frauenrechtlerin und Anwältin, und Paul O. Wilson, der als Politberater für die Republikanische Partei arbeitet, geboren. Sie ist irischer und italienischer Abstammung. Nach ihrem Abschluss 1998 an der T. C. Williams High School begann sie an der Tisch School of the Arts und am Stella Adler Studio of Acting in New York City Schauspiel zu studieren. Obwohl sie in ihrem Jahrgang als Beste dramatische Schauspielerin gewählt wurde, entschied sie sich auf Anraten ihrer Lehrer sich weniger auf ernsthafte Rollen, als auf komische Rollen zu konzentrieren.
Wilson wurde 2007 Mitglied von Saturday Night Live. Sie ersetzte die Schauspielerin Maya Rudolph, die zuvor aus der Show ausschied. Sie war damit das erste Mitglied, das seit zwei Jahren engagiert wurde, und die erste, die in den 1980er Jahren geboren wurde. Sie konnte sich mit ihren Parodien bekannter Persönlichkeiten wie Rachael Ray, Ginnifer Goodwin, Elizabeth Dole, Katy Perry und Jennifer Aniston in der Show etablieren.
Gemeinsam mit der Schauspielerin June Diane Raphael debütierte sie 2007 als Drehbuchautorin. Beide schrieben sieben Folgen für die amerikanische Version der britischen Animationsserie Creature Comforts und zwei Folgen für The Very Funny Show. 2009 erschien die gemeinsam geschriebene und von Gary Winick inszenierte Komödie Bride Wars – Beste Feindinnen, mit Kate Hudson und Anne Hathaway in den Hauptrollen.
Im Vorfeld der Präsidentschaftswahl 2008 unterstützte sie als Freiwillige den Wahlkampf von Hillary Clinton.

## Filmografie (Auswahl)

### Schauspiel
- 2006: Es lebe Hollywood (For Your Consideration)
- 2007: Die Solomon Brüder (The Brothers Solomon)
- 2008: Der große Buck Howard (The Great Buck Howard)
- 2008–2009: Saturday Night Live (Fernsehshow, 30 Folgen)
- 2009: Julie & Julia
- 2010: Kiss & Kill (Killers)
- 2011–2013: Happy Endings (Fernsehserie, 57 Folgen)
- 2012: Unterwegs mit Mum (The Guilt Trip)
- 2013: Ass Backwards – Die Schönsten sind wir (Ass Backwards)
- 2013: How I Met Your Mother (Fernsehserie, Folge 8x24)
- 2014: Gone Girl – Das perfekte Opfer (Gone Girl)
- 2014–2015: Marry Me (Fernsehserie, 18 Folgen)
- 2015: The Hotwives of Las Vegas (Fernsehserie, 7 Folgen)
- seit 2015: American Dad (American Dad!, Fernsehserie)
- 2016: Grey’s Anatomy (Fernsehserie, Folge 12x14)
- 2016: Fresh Off the Boat (Fernsehserie, Folge 2x17)
- 2016: Why Him?
- 2017: Drive Share (Fernsehserie, Folge 1x11)
- 2017: Black-ish (Fernsehserie, Folge 3x17)
- 2018: The Long Dumb Road
- 2018: Atypical (Fernsehserie, 6 Folgen)
- 2018: Heathers (Fernsehserie, 2 Folgen)
- 2019: Always Be My Maybe
- 2019: Daddio (Kurzfilm)
- 2019: Mrs. Fletcher (Fernsehserie, 5 Folgen)
- seit 2019: Black Monday (Fernsehserie)
- 2021: Long Weekend
- 2021: Der Therapeut von nebenan (The Shrink Next Door, Fernsehserie)
- 2025: The Masked Singer (Fernsehsendung, Gastjurorin Folge 13x6)

### Drehbuch
- 2007: Creature Comforts (Fernsehserie, sieben Folgen)
- 2007: The Very Funny Show (Fernsehserie, zwei Folgen)
- 2009: Bride Wars – Beste Feindinnen (Bride Wars)
- 2011: Crying in Public
- 2013: Ass Backwards – Die Schönsten sind wir (Ass Backwards)